# Željko Jelenski
Željko Jelenski (Zagreb, 23. studenoga 1961.) hrvatski umjetnički fotograf, član ULUPUHa, do danas je održao preko 30 samostalnih izložbi.

## Životopis
Rođen 1961. godine.  Radio je na mnogim umjetničkim projektima od apstraktne do modne fotografije. Fotografije s rock tematikom tema su koje se neprekidno drži. Suradnik brojnih hrvatskih tiskovina (Polet, Studentski List, Val, Oko, Studio, Danas, Start, Nedjeljna Dalmacija, Stil, Panorama, Slobodna Dalmacija, Glorija, Globus… te slovenske Mladine. U Dekoru je bio glavni urednik i urednik fotografije. U tim je listovima objavio preko deset tisuća fotografija. Član je ULUPUH-a i HZSU-a. Od 2005. je stalni fotograf poslovnog tjednika Lider. 2006. godine je objavio samostalnu fotomonografiju pod nazivom "Buđenja / Awakening". Radi na fotomonografiji otoka Paga.
Prvi je put izlagao 1988. godine u Ljubljani u galeriji Feniks gdje je izložio fotografije venecijanskog karnevala. Zadnjih desetak godina daje naglasak na fotografiranje krajobraza i specifičnih detalja prirode, dajući vlastiti pogled na prirodne ljepote Hrvatske.

## Nagrade
- Nagrađen za najbolju fotografiju na temu Priroda, - FUJIFILM - Euro Press Proffesional Awards 2006.[2]

## Djela
- "A u Lubenicama Lubenice", Foto art unija, Zagreb, 2005.
- "Buđenja", ULUPUH, Zagreb, 2006.